# Liste der Baudenkmäler in Matzerath (Erkelenz)
Die Liste der Baudenkmäler in Matzerath (Erkelenz) enthält die denkmalgeschützten Bauwerke auf dem Gebiet der Stadt Erkelenz im Kreis Heinsberg in Nordrhein-Westfalen (Stand: Oktober 2011). Diese Baudenkmäler sind in der Denkmalliste der Stadt Erkelenz eingetragen; Grundlage für die Aufnahme ist das Denkmalschutzgesetz Nordrhein-Westfalen (DSchG NRW).

| Bild                      | Bezeichnung               | Lage                                 | Beschreibung | Bauzeit                            | Eingetragen seit  | Denkmal- nummer |
| ------------------------- | ------------------------- | ------------------------------------ | --- | ---------------------------------- | ----------------- | --------------- |
| 3 flügeliger Backsteinhof | 3 flügeliger Backsteinhof | Matzerath Kapellenstraße 10 Karte    | Dreiflügeliger Backsteinhof, Wohnhaus zweigeschossig in drei Achsen, Walmdach. | 19. Jh.                            | 20. Oktober 1982  | 6               |
| Wasserturm                | Wasserturm                | Matzerath Hückelhovener Straße Karte | Baujahr: Anfang 20. Jahrhunderts, (Inbetriebnahme: Sept. 1934). Backsteinturm, doppelschalige Konstruktion, innerhalb des Mauerkranzes Behälter aus Stahlbeton, schießschartenähnliche Fenster. Die unveränderte Erhaltung und die deutlich ablesbare Zugehörigkeit des Wasserturmes zum Bestandteil des Ziegelexpressionismus macht das Gebäude bedeutend für Erkelenz und seine Bewohner sowie für die Entwicklung der Bauten für die Trinkwasserversorgung. | Anfang des 20. Jahrhunderts        | 4. Dezember 1991  | 116             |
| weitere Bilder            | Josef-Kapelle             | Matzerath Matzerather Maar Karte     | Achteckiger Zentralbau mit angebautem Altarraum und gegenüberliegender Vorhalle, Backstein, das geschweifte Dach mit der Laterne um 1900 erneuert. | 1694                               | 14. Mai 1985      | 245             |
| Pumpe                     | Pumpe                     | Matzerath Kapellenstraße 17 Karte    | Baujahr: 1841, 1843, Eisen | 1841, 1843                         | 14. Mai 1985      | 246             |
| Wohnhaus                  | Wohnhaus                  | Matzerath Matzerather Maar 6 Karte   | Dreiflügeliger Backsteinhof, Wohnhaus, 2 Geschosse, 4 Achsen und Torachse, Putzbänder, Nebengebäude zum Teil verändert. | Zweite Hälfte des 19. Jahrhunderts | 12. Dezember 1984 | 303             |